# أوليفييه برنارد (منافس ألعاب قوى)
أوليفييه برنارد هو منافس ألعاب قوى سويسري، ولد في 26 مارس 1921، وتوفي في 1967.

## وصلات خارجية
- أوليفييه برنارد على موقع أوليمبيديا (الإنجليزية)